# Политический центр по борьбе с большевизмом
Политический центр по борьбе с большевизмом (ПЦБ) — антисоветская коллаборационистская организация, созданная бывшим комбригом РККА Бессоновым для диверсионных действий в советском тылу.

## История
В августе 1941 года 102-я дивизия 21-й армии РККА, в которой Бессонов с начала войны был начальником штаба, а затем в течение короткого времени исполнял обязанности командира, попала в окружение на территории Белоруссии. Через две недели Бессонов сдался в плен.
На первом же допросе он заявил о готовности сотрудничать с немцами. Пройдя через несколько лагерей, в ноябре 1941 года Бессонов под псевдонимом Катульский был переведён в Хаммельбургский лагерь для офицеров. Здесь его предложениями по созданию антисоветской организации заинтересовались в РСХА. С одобрения РСХА Бессонов весной 1942 года объявил о создании «Русской народной партии реформистов», позже переименованной в «Политический центр по борьбы с большевизмом». Центр начал свою работу с июля 1942 г. в специальном блоке зондерлагеря Бухенвальд на территории одноимённого концлагеря.
Возглавил организацию сам Бессонов, Виктор Бродиков стал начальником штаба, Никанор Любимов — замполитом, Александр Будыхо — начальником контрразведки. Штаб Центра курировал подготовку радистов, занимался вопросами снабжения и снаряжения диверсионных групп. Кадровую работу ПЦБ курировал Бессонов. Члены ПЦБ также выпускали антисоветские листовки и брошюры.
Политические прожекты Бессонова и его помощников относительно будущего СССР после предполагавшейся победы Третьего Рейха и свержения советской власти не заинтересовали немецкое командование, как и предложения Бессонова о создании антипартизанских формирований из военнопленных. Тогда Бессонов, знавший со времени службы в войсках НКВД места расположения лагерей ГУЛАГа и систему их охраны, разработал план высадки многотысячного воздушного десанта из числа бывших военнопленных в районах от Северной Двины до Оби, от Крайнего Севера до Сибирской железной дороги с целью захвата лагерей, вооружения заключённых и начала повстанческой деятельности. В качестве главной задачи выдвигалось овладение промышленными центрами Урала и разрыв сообщения европейской части СССР с Сибирью и Дальним Востоком. Осуществить эту операцию предполагалось при поддержке финнов.
В октябре 1942 в монастыре Лейбус начал формироваться состав десантной бригады. В неё набрали до 200 военнопленных. В 1943 году личный состав передислоцировали в Линсдорф.
Бессонов тем временем также выполнял секретные задания РСХА — так, ему было поручено написать письмо маршалу Василевскому с целью его компрометации, а также его подсаживали в камеру к старшему лейтенанту Якову Джугашвили, содержавшемуся в лагере Заксенхаузен.
К маю 1943 года подготовка диверсантов завершилась. Бессонов, однако, претендовал на пост руководителя всей повстанческой деятельностью в советском тылу и за свои услуги хотел получить от немцев гарантии, что они предоставят России независимость в границах 1 сентября 1939 года. Это дало повод руководству «Цеппелина» усомниться в лояльности Бессонова. Под предлогом переговоров с Власовым Бессонова отправили в Берлин, но по дороге его и ближайших помощников арестовали, обвинив в службе в НКВД. Бессонов, Бродников, Любимов и Будыхо отправились в концлагерь Заксенхаузен. ПЦБ был распущен, а его личный состав вошел в «Цеппелин».

## Группы «Цеппелина»
После вхождения личного состава ПЦБ в «Цеппелин» были сформированы 2 группы. Оберлейтенант Фрюст возглавил группу 1, а полковник Соколов — группу 2. План был тот же — высадить десант в советском тылу.
В июле 1943 подразделения были переброшены в Восточную Пруссию (Калининградская область). После прибытия на место, началось дезертирство. А именно из групп ушли: бывший комиссар Чугунов, лейтенант Бончковский и подполковник Пастушенко. В срочном порядке группа Фюрста была эвакуирована в город Кельцы, а группа Соколова в город Радом. После неудачи планов немецкого командования, группы были распущены. Одна часть состава была перенаправлена в охранные роты СС, а другая была арестована и помещена в концлагеря.

## Попытка осуществления плана Бессонова
Летом 1943 года немецкий десант численностью 12 человек в форме НКВД был выброшен в районе «Кедровый Шор» (Коми АССР). В ходе боя с красноармейцами десять человек были взяты в плен, ещё 2 диверсанта было убито. Командир десантного полка Годов признался, что высадка была пробной для осуществления плана Бессонова.
В конце 1943 года была осуществлена высадка у Сыктывкара численностью 40 человек, но группа не вышла на связь.

## Последующие события
В апреле 1945 года военнопленных из Заксенхаузена, в том числе Бессонова, переводили в другие концлагеря. Он попал в Южный Тироль. Здесь заключённые были распущены и через некоторое время сдались американским войскам. Бессонов попросил американцев передать его СССР.
18 апреля 1950 года Бессонов был приговорён к смертной казни и расстрелян.